# Cologne Challenger 1994
Il Cologne Challenger 1994 è stato un torneo di tennis facente parte della categoria ATP Challenger Series nell'ambito dell'ATP Challenger Series 1994. Il torneo si è giocato a Colonia in Germania dal 12 al 18 dicembre 1994 su campi in cemento indoor.

## Vincitori

### Singolare
Karsten Braasch ha battuto in finale  Jörn Renzenbrink con il punteggio di 6–4, 6–4

### Doppio
Alexander Mronz /  Udo Riglewski hanno battuto in finale  Pat Cash /  Jörn Renzenbrink con il punteggio di 6–4, 6–2